# Parakkasaari
Parakkasaari (eiland bij Parakka) is een eiland in de Zweedse Kalixälven. Het heeft geen oeververbinding. Het heeft een oppervlakte van ongeveer 5 hectare.